# The Legend of Zelda: Twilight Princess
The Legend of Zelda: Twilight Princess (jap. ゼルダの伝説　トワイライトプリンセス Zeruda no Densetsu: Towairaito Purinsesu) – przygodowa gra akcji, trzynasta z serii gier The Legend of Zelda, wydana na konsolę Nintendo Wii i Game Cube przez firmę Nintendo w 2006 roku jako gra na wyłączność (tzw. exclusive).
Oryginalnie gra powstała na GameCube, a jej odwrócona w formie lustrzanego odbicia wersja na Wii. W wersji na Wii zastosowano sterowanie kontrolerem Wiimote.
W marcu 2016 roku wydana została odświeżona w HD wersja gry pod tytułem The Legend of Zelda: Twilight Princess HD.

## Fabuła gry

### Początek Twilight Princess
Gra zaczyna się w Wiosce Ordona (ang. Ordon Village), gdzie mieszka Link, główny bohater. Jego przyjaciel Rusl przekazuje mu swoje zadanie dostarczenia daru rodzinie królewskiej, chcąc dać mu szansę zobaczenia świata, gdyż młodzieniec nigdy nie opuścił Prowincji Ordona (ang. Ordona Province). Link ma wyruszać pojutrze. Jeszcze tego samego dnia rozpoczyna się gra właściwa, tzn. kończy się animacja prologu. Jedynym zadaniem tego wieczoru jest zapędzenie bydła do obory z pomocą wiernej klaczy Epony.
Następny dzień jest dla Linka dniem wolnym od pracy przy stadzie. Po kilku zadaniach Link zauważa, że Talo, miejscowy chłopiec udaje się do lasu w pogoni za leśną małpą drażniącą wioskę ostatnimi czasy. Udaje mu się oswobodzić chłopca i małpę z rąk potworów i wraca do wioski.
W dzień wyjazdu Link kończy pracę wcześniej i planuje opuszczać już wioskę, lecz przeszkadza mu w tym przyjaciółka Illia. Strofuje Linka, że doprowadził do kontuzji Epony i zabiera klacz. Bez konia Link nie może wyruszyć do Zamku Hyrule (ang. Hyrule Castle), idzie więc za Illią. Po drodze zaczepia go Talo i prosi o pożyczenie mu miecza, na co przyszły wybawiciel świata musi przystać. Kiedy Illia dowiaduje się o przyczynie kontuzji Epony przeprasza młodzieńca i prosi by po drodze nie zajmował się niczym i szybko wrócił do domu. Całą scenę przerywa atak Króla Bulblinów (ang. King Bulblin) wraz z hordą swych sług. Podczas niespodziewanego ataku Link zostaje ogłuszony ciosem od tyłu natomiast wszystkie dzieci z wioski, włączając w to Illię, porwane. Natychmiast po odzyskaniu świadomości Link biegnie w kierunku w którym odjechali najeźdźcy, lecz napotyka na Ścianę Zmierzchu (wtedy jeszcze tego nie wie) i zostaje wciągnięty przez Ciemną Bestię (ang. Dark Beast) do obszaru pokrytego Zmierzchem. Wtedy po raz pierwszy objawia się drzemiąca w młodzieńcu Moc Bohatera – Trójmoc Odwagi. Bestia ucieka lecz Link zmienia się pod wpływem Zmierzchu w wilka. Potem dowiaduje się, że wszyscy ludzie którzy mieli kontakt z Całunem Zmierzchu zmienili się błąkające się duchy (ang. wandering spirits) – zachowują świadomość i czuja, że coś się zmieniło lecz ich pole percepcji ogranicza się, np. nie widzą Linka zamienionego w wilka lecz potwory i siebie nawzajem tak. Link dowiaduje się także że przyczyną dlaczego z nim nie stało się tak samo jest posiadana przez niego Moc i że jest on Bohaterem Wybranym przez Bogów. Prócz niego tylko jedna osoba nie zmieniła swojej postaci pod wpływem Zmierzchu – Księżniczka Zelda.
Po przemianie Link zostaje oszołomiony wyzwoleniem swojej Mocy oraz transformacją i zostaje zabrany przez bestie. Po przebudzeniu Link-wilk odkrywa, że jest w celi nie wie jednak gdzie. W ucieczce pomaga mu tajemnicza postać imieniem Midna – zaprowadza ona Linka-wilka do Księżniczki Zeldy, która opowiada mu część historii o ataku Zmierzchu i upadku Zamku Hyrule, ale nie dokończą, gdyż bohater musi kryć się przed strażami. Po puszczeniu komnaty księżniczki Midna przypomina Linkowi o zagubionych przyjaciołach. Oferuje potem swoją pomoc w odnalezieniu ich, lecz za cenę służby u niej aż do osiągnięcia pewnego celu, na razie jednak nie zdradza jakiego. Mówi jedynie że "to będzie łatwe". Z pomocą Midny udaje mu się dostać z powrotem do Wioski Ordona, poza obszar zajęty pokryty przez Całun Zmierzchu, nie odzyskuje jednak prawdziwej postaci. Spotyka jednak Ducha Światła Ordona, którego imieniu nazwę zawdzięcza Prowincja i wioska Linka. Ordon mówi Linkowi, aby udał się z powrotem do obszaru pokrytego przez Zmierzch.
Jednakże istota Światła nie może sama przestąpić granicy Zmierzchu – musi zostać wprowadzona przez istotę Zmierzchu. Po raz kolejny niezwykle pomocna okazuje się Midna.
W obszarze zajętym przez Zmierzch Link – wilk spotyka kolejnego Ducha – Farona. Jemu Zmierzch odebrał częściowo postać i znaczną część mocy. Mimo to okazuje się być bardzo pomocny. Informuje bohatera w jaki sposób przywrócić Światło w tym obszarze, oraz jak ma odzyskać prawdziwe ciało. Aby to uczynić należy odzyskać wszystkie Łzy Światła (ang. Tears of Light). Aby to zrobić musi zniszczyć wszystkie Pasożyty Zmierzchu zwane także Insektami Cienia (ang. Twilit Parasite lub Shadow Insects). Każdy Pasożyt posiada jedną Łzę. Wszystkie Łzy należy umieścić w Naczyniu Światła (ang. Vessel of Light).

### Poszukiwanie Fused Shadow
Po wykonaniu zadania powraca Światło na tym obszarze, a Link wraca do prawdziwej postaci, jednak w innym niż ubraniu. Faron mówi mu o jego przeznaczeniu i "formie którą przybrał" (z widocznych zmian zmieniło się tylko ubranie). Zdradza też, iż źródłem, z którego pochodziła siła Zmierzchu na tym obszarze jest Leśna Świątynia (ang. Forest Temple). Tam też znajduje się cel Midny – Skumulowany Cień (ang. Fused Shadow).